# Верблюдка (острів)
Верблюдка — острів у західній частині затоки Сиваш Азовського моря, на території Генічеського району Херсонської області, Україна. Площа — 2,8 км. Ненаселений.
Острів розташований у межах Азово-Сиваського національного природного парку, створеного 25 лютого 1993 року із загальною площею 52 154 га, та водно-болотного угіддя міжнародного значення «Центральний Сиваш», затвердженого в 1976 році із загальною площею 45 700 га.

## Географія
Довжина – 4,3 км, ширина – 0,37 км. Найвища точка – 9,4 м.
Острів Верблюдка витягнутий із півночі на південь, має форму V. Північно-західна частина острова являє собою косу (довжина 3 км), яка відокремлена від північно-східної ширшої частини мілини (суша, що періодично заливається). Береги острова переважно пологі звивисті, незначна частина стрімчасті, без берегів (заввишки 6 м). Є кілька тимчасових водойм (на північному і південному краю). Відокремлений від материка (півострова Чонгар) протокою (шириною 0,7 км) з мілинами. Немає дорожнього сполучення з материком.
Рослинність острова пустельна степова і солончакова, тут зареєстровано 153 види рослин. На острові зустрічається червонокнижний вид тюльпан Шренка (Túlipa suaveólens).